# Завидово (Україна)
Зави́дово — село у Мукачівській міській громаді Мукачівського району Закарпатської області України.
Завидово лежить за 20 кілометрів від міста Мукачеве.

## Назва
Село названо за ім'ям Завіда (Давіда), ймовірно шолтеса (кенеза), який заснував село. В різні часи використовувались дві угорські назви села — Dávidfalva та Závidfalva
У 1995 р. назву села Завидове було змінено на одну літеру.

## Історія
На південний-захід від Завидова розташовані кургани куштановицької культури (VI—IV ст. до н. е.), що свідчить про раннє заселення цієї місцевості. В околицях Завидового зустрічаються знахідки кам'яних знарядь. В другій половині XIX століття Т.Лагоцький на південно-західних терасах засвідчив курганну групу.
Вперше село згадується в письмових джерелах за 1466 рік. Входило до складу 9 вільних кенезьких сіл Волоської Крайни.
Елек Фийнєш, у «Географічному довіднику Угорщини» за 1851 р. подає такі дані: «Завідфалва, Завидово — русинське село, розташоване в комітаті Береґ на південний схід від Мукачевого: 785 греко-католиків, 16 юдеїв. Греко-католицька парохія. Лежить в передгір'ї. Належить графу Шенборну.»
З 1844 р. громада селища користувалася власною печаткою з гербом: зображенням мисливця з рушницею, що цілиться в дикого кабана. Довкола герба напис угорською мовою: "ZAVIDFALVA HELYSEGENEK PECSETJE 1844".
Кілька століть село було греко-католицьким, однак у 1925 році російський священник побудував дерев'яну православну церківку, розпочавши активну місіонерську діяльність, а в подальшому поширенню православ'я сприяли також білогвардійці, а з 1980-х рр. — московський патріархат, якому належить Церква Успіння Пресвятої Богородиці (збудована XIX ст., колишня греко-католицька)..
Сільський голова — парафіяльний священник Московського Патріархату о. Димитрій (Феньов).
Церква Успіння Пресвятої Богородиці. 1862.
У 1649 р. в селі було три священики. Церкву згадують в 1692 р. За священика Івана Черського в 1797 р. йдеться про нову дерев'яну церкву і новозбудовану дерев'яну фару.
Нині в селі — типова мурована базиліка, добудована за священика Василя Манайла. Довго вибирали місце для церкви і нарешті вирішили будувати там, де найшвидше завезуть каміння. Ще тієї ж ночі жителі північної частини села, що зветься Чубірковиця, завезли каміння, і церква постала там, вище старої церкви, яку, як розповідають, передали в якесь верховинське село.
Місце старої церкви довго позначав металевий хрест із табличкою, напис на якій повідомляв, що хрест поставлено в 1904 р. на місці вівтаря, 43 роки після того, як розібрали дерев'яну церкву. Табличка розкололася, її закопали біля фундаменту, що його видно донині.
На місці нави в Першу світову війну було поховано священика Нестора Сільвая, що помер від віспи.
У 1922 р. на день св. Івана Хрестителя через 15 хвилин після служби впала мурована турня і західна частина храму. Відбудований храм освятив єпископ О. Стойка в грудні 1941 р. Новий іконостас поставили в середині 1980-х років. Вежу надбудували в 1996 р.
На місці окремої дерев'яної каркасної дзвіниці, що походила з 1920-х років, збудували в 1975 р. муровану дзвіницю, що несе 6 дзвонів. Найбільший дзвін відлив Ф. Еґрі в 1925 р. Наступний за розміром має латинський напис: «Старанням та за власний кошт Василя Голяни для Завидова 1805». Два менші дзвони виготовила ужгородська фірма «Акорд» у 1934 р. Ще менший відлитий «РОКУ БОЖІЯ АΨИΘ» (1789)", а найменший написів не має.
У музеї монастиря оо. Редемптористів у Михайлівцях (Словаччина) була «Книга Іоана Златоустого о священстві», видана в Львові в 1614 р. На останньому листі було записано, що цю книгу дав завидівському пароху Михайлу Кофлановичу дяк Матій Попович у 1762 р.
Церква Успіння пр. Богородиці. 1927.
Село перейшло в православ'я на початку 1920-х років.
У 1925 р. в Завидово був скерований о. Петро Угрин, який прослужив тут до 1937 р. із 1940 до 1958 р. При його активному сприянні у північній частині села, що звалася Конець, збудували невелику дерев'яну церкву каркасної конструкції, а також дерев'яну одноярусну дзвіницю. До спорудження церкви найближче відношення мали Федір Алмашій, куратор Іван Павук, Василь Павук, майстер Василь Геґедопі.
Церква служила громаді до 1945 p., коли була розібрана, а дерево купив Михайло Чубірко.

## Населення
У 1599 році в селі зафіксовано 35 кріпаків У 1649 році — 36.
За переписом населення 1715 року в селі проживали наступні особи: Іван Вротко (Joannes Wratkó); Кошмаш Беліч (Cosmas Belich); Петро Лендєл (Petrus Lengyel); Франциск Шото (Franciscus Sotó); Лука Дешко (Lucas Deszkó); Іван Могороші (Joannes Maharosy); Степан Юско (Stephanus Juszkó); Іван Топокан (Joannes Topokán); Михайло Топокан (Michael Topokán); Андрій Лендєл (Andreas Lengyel); Дмитро Чобльо (Demetrius Csoblya); Григорій Вайда (Gregorius Vajda); Іван Беліш (Joannes Belich); Андрій Беліш (Andreas Belich); Якоб Беліш (Jacobus Belich).
У 1910 році в селі проживало 1487 осіб. Серед них 1356 русинів, 110 швабів, 21 угорець. За конфесійним розподілом у селі було 1374 греко-католиків та 105 юдеїв.
Згідно з переписом УРСР 1989 року чисельність наявного населення села становила 1709 осіб, з яких 865 чоловіків та 844 жінки.
За переписом населення України 2001 року в селі мешкало 1647 осіб.
Станом на 2008 рік в Завидові проживає 1720 осіб (в 420 будинках), з яких молодих і людей похилого віку приблизно порівну. Найстаршій жінці-жительці села 97 років (2008). У селі проживають українці, угорці та цигани. Серед жителів Завидова багато носіїв однакових прізвищ — представники родів Балог, Петьовків, Русинів тощо.

### Мова
Розподіл населення за рідною мовою за даними перепису 2001 року:
| Мова       | Відсоток |
| ---------- | -------- |
| українська | 98,54 %  |
| російська  | 0,43 %   |
| білоруська | 0,06 %   |
| вірменська | 0,06 %   |
| угорська   | 0,06 %   |
| інші       | 0,85 %   |

## Вулиці та місцевості села Завидово
У Завидові 5 вулиць. Вони мають як офіційні (отримані в часи радянської влади) і неофіційні (первинні) назви:
- вулиця Мира, центральна вулиця села, називана Горсаг від угор. «головна вулиця»;
- вулиця Горького, неофіційно — Балогівський Бік;
- вул. Пушкіна або Кониць (народна назва);
- вул. Шевченка (у народі — Топоганська гора);
- кол. вул. Садова (Бегула).[3]

У селі розташоване джерело — гідрологічна пам'ятка природи місцевого значення. Площа — 0,3 га, статус отриманий у 1984 році.
В селі ростуть знамениті завидівські черешні.

## Господарство та інфраструктура
У Завидово розвинуте садівництво (яблука, груші, сливи, черешні) і виноградарство — село оточено горами, через що в селі утворився сприятливий для цього мікроклімат.
Розвинуте відхідництво — деякі завидовці постійно або сезонно працюють у райцентрі — на лижній фабриці, на підприємстві «Барва» (належить В. І. Балозі) тощо. Принаймні 70 селян є заробітчанами: працюють за кордоном (переважно в Угорщині, Чехії, Росії, Словаччині).
З об'єктів соціальної і культурної сфери в Завидово діють 9-річна школа, дитячий садок, амбулаторій, бібліотека (при школі), пекарня, православна церква і 3 магазина.

## Відомі уродженці
- Петьо́вка Васи́ль Васи́льович (нар. 30 січня 1967, с. Завидово, Мукачівський район, Закарпатська область) — народний депутат України, член Президії Єдиного Центру, член депутатської групи «Довіра».
- Балога Віктор Іванович — український політичний і державний діяч. Міністр надзвичайних ситуацій України (2005—2006 та від листопада 2010). Глава Секретаріату Президента України (2006—2009). Народний депутат 4-го скликання (2002—2005) та 7-го скликання (з 2012). Голова Закарпатської обласної державної адміністрації (1999—2001, 2005), Мукачевський міський голова (1998—1999).
- Бало́га Іва́н Іва́нович (нар. 10 листопада 1966, с. Завидово, Мукачівський район) — український підприємець; депутат Мукачівської районної ради; депутат двох скликань та голова Закарпатської обласної ради (2010-2014).
- Балога Павло Іванович (1977) — Народний депутат України 7-го скликання.
- Гарапко Іван Іванович — скульптор, художник, основоположник закарпатської професійної пластики.
- Михайло Іван Петрович — голова Мукачівської районної ради з 2005 року.

## Туристичні місця
- кургани куштановицької культури (VI—IV ст. до н. е.),
- В другій половині XIX століття Т.Лагоцький на південно-західних терасах засвідчив курганну групу.
- храм Успіння Пресвятої Богородиці. 1862.
- У музеї монастиря оо. Редемптористів у Михайлівцях (Словаччина) була «Книга Іоана Златоустого о священстві», видана в Львові в 1614 р. На останньому листі було записано, що цю книгу дав завидівському пароху Михайлу Кофлановичу дяк Матій Попович у 1762 р.
- храм Успіння пр. Богородиці. 1927.
- У селі розташоване джерело — гідрологічна пам'ятка природи місцевого значення.
- В селі ростуть знамениті завидівські черешні.